# In the Latin Quarter
In the Latin Quarter er en amerikansk stumfilm fra 1915 af Lionel Belmore.

## Medvirkende
- Edith Storey som Marie Duval.
- Antonio Moreno som Andrew Lenique.
- S. Rankin Drew som Sean Duval.
- Constance Talmadge som Manon.
- William R. Dunn.